# 白鵬女子高等学校
白鵬女子高等学校（はくほうじょしこうとうがっこう）は、神奈川県横浜市鶴見区北寺尾四丁目にある私立高等学校。設置者は学校法人藤華学院（2021年4月1日以前は学校法人白鵬女子学院だったが合併）。

## 設置学科
- 全日制課程　普通科

かつては商業科も設置されていた。

## 沿革
- 1936年 - 京浜女子商業学校として開校
- 1948年 - 京浜女子商業高等学校となる
- 1988年 - 現校名に改称
- 2021年 - 運営している学校法人白鵬女子学院が学校法人藤華学院と合併、学校法人藤華学院による運営となる

## 著名な出身者
- 宮内宏子（陸上選手）
- 宮内洋子（陸上選手）
- 出水田眞紀（陸上選手）
- 吉村玲美（陸上選手）
- 福嶋晃子（プロゴルファー）
- 磯村淳（卓球選手）
- 佐藤利香（卓球選手）
- 神田うの（ファッションデザイナー・タレント）
- 田中明（女優）[1]
- 塚田恵美子（声優）
- 高城れに（ももいろクローバーZ）